# ريتشارد كاي
ريتشارد كاي (بالإنجليزية: Richard Kay)‏ هو عالم إنسان أمريكي، ولد في 21 أكتوبر 1947 في نيويورك في الولايات المتحدة.